# 833 Моника
833 Моника (енгл. 833 Monica) је астероид главног астероидног појаса чија средња удаљеност од Сунца износи 3,008 астрономских јединица (АЈ). 
Апсолутна магнитуда астероида је 11,3 а геометријски албедо 0,238.